# 武谷水城
武谷 水城（たけや みずき、1853年1月25日（嘉永5年12月16日） - 1939年（昭和14年）8月15日）は、日本の陸軍軍医、郷土史研究家。

## 経歴
福岡藩士尾石信一（惣平）の二男尾石豊として、筑前国御笠郡水城村（現・福岡県太宰府市）に生まれる。藩校修猷館および文武館に学んだ後、1872年に金沢医学校（医学館）に入学し、オランダ人医学者スロイスに医学を学ぶ。1874年福岡藩医武谷祐之の養嫡子となり、1876年祐之の三女仲と結婚する。祐之は福岡藩主黒田長溥の侍医であり、九州大学の源流とされる藩医学校賛生館の創立に尽くしている。祐之の父は長崎でシーボルトに西洋医学を学んだ福岡藩御目見医武谷元立である。
1874年9月旧陸軍軍医学校（1888年に設立された陸軍軍医学校とは別）に入学し、1877年2月卒業して陸軍軍医試補となり陸軍本病院第1課に配属され、3月西南戦争に従軍し城山攻撃に参加する。同年4月から武谷姓を名乗る。
その後、近衛歩兵第1連隊副医官兼本病院第2課、東京鎮台歩兵第2連隊第3大隊副医官、大阪鎮台病院課僚、広島陸軍病院課僚、第1師団軍医部部員、近衛歩兵第1連隊附、第3師団歩兵第19連隊附を務める。1888年11月から1892年3月までの在京の間は、同じ軍医であった森鴎外と親交を深め、他の数人の軍医仲間と共に毎月茶話会を開催しており、その後も多くの書簡の遣り取りがあった。1890年出身地に因んで名前を「水城」としている。1894年7月第5師団野戦病院長に就任し、日清戦争に従軍して9月平壌進撃に参加する。
1896年3月1等軍医正となり広島衛戍病院長、同年12月台湾守備混成第2旅団軍医部長、1898年10月第2師団軍医部長、1900年7月医務局衛生課長兼陸軍衛生会議議員、1902年3月第12師団軍医部長を歴任。1903年12月病のため一時休職するが、日露戦争が開戦したため復職し、1904年3月第1師団軍医部長に就任。1906年3月陸軍軍医監となり、予備役に編入する。
1909年4月に福岡市に戻った後は郷土史研究に力を尽くし、1913年5月「筑紫史談会」を創設して精力的に会誌「筑紫史談」を発行したほか、1916年2月福岡県教育会会長などを務めた。1939年8月15日午前11時18分死去。告別式には荒川文六九州帝国大学総長、児玉九一福岡県知事も参列した。
養嫡子は九州帝国大学名誉教授の医学者武谷廣。